# Santa Domenica (Croazia)
Santa Domenica  (in croato Sveta Nedelja; in italiano anche Santa Domenica d'Albona; in veneto Santa Domenega) è un comune croato di 2 980 abitanti dell'Istria orientale.

## Corsi d'acqua
Fiume Arsa (Raša);

## Località
Il comune di Santa Domenica è diviso in 22 insediamenti (naselja), con i relativi abitanti secondo il censimento del 2011:
| - Casali Sumberesi o Sumberg (Šumber): 381 ab. - Cere (Cere): 26 ab. - Ersischie (Eržišće [Ržišće]): 55 ab. - Goglia Grande (Veli Golji): 76 ab. - Goglia Piccola (Mali Golji): 109 ab. - Iurassini (Jurazini): 92 ab. - Marici o Villa Marici (Marići): 57 ab. - Marcozzi (Markoci): 83 ab. - Paradiso (Paradiž): 56 ab. - Riva Draga (Kraj Drage): 50 ab. - Rusici (Ružići): 100 ab. | - Santa Domenica (d'Albona) (Nedešćina): 621 ab. - sede municipale - Santalesi (Santalezi): 174 ab. - Stermàzio (Štrmac): 441 ab. - Torre Annunziata (Snašići): 84 ab. - Turini Grande (Veli Turini): 45 ab. - Turini Piccola (Mali Turini): 35 ab. - Vettua San Martino (Sveti Martin): 186 ab. - Villa Blascovici (Blaškovići): 2 ab. - Villa Frani (Frančići): 44 ab. - Vrezzari (Vrećari): 172 ab. - Zupanici (Županići): 139 ab. |

Abitanti che vivono in case sparse: 9 ab.
Altre località nel comune: Goglia (Golji), Villa Clapei

### Stermàzio (Štrmac)
Stermàzio / Štrmac con 441 abitanti (secondo il censimento del 2011) è l'abitato più popolato dopo il capoluogo comunale. Nel 1880 fu aperto un pozzo minerario a Stermàzio / Štrmac. Per le esigenze dell'estrazione mineraria sono stati costruiti edifici residenziali, una scuola e una mensa. Nella sua struttura, l'insediamento era più simile a un accampamento che a una zona residenziale. Tre strette file di lunghe case residenziali a un piano sono allineate in parallelo nel centro dell'odierna Stermàzio / Štrmec. L'ex edificio amministrativo si trova sul bordo della prima fila. Si tratta di un grande edificio a un piano con facciate decorativamente rifinite in mattoni più chiari e più scuri. Non lontano da esso si trovavano case autoportanti allungate a un piano con un accentuato avancorpo centrale, costruite per gli impiegati della miniera. Oggi sono in gran parte ricostruite, e le abitazioni minerarie sono state conservate, così come l'edificio amministrativo, che è in buone condizioni. L'attività mineraria si svolse a Stermàzio / Štrmac fino al 1955, quando il pozzo fu chiuso e sul sito fu costruita una fonderia. A Stermàzio / Štrmac sono state estratte complessivamente 131. 202 tonnellate di carbone.

## Società

### Etnie e minoranza straniere
Secondo il censimento del 1921, la popolazione di Santa Domenica era così distribuita etnicamente:
| Paese                   | italiani | croati |
| ----------------------- | -------- | ------ |
| Santa Domenica d'Albona | 1 281    | 105    |
| Santalesi               | 514      | 348    |
| Cerre                   | 498      | 887    |

### La presenza autoctona di italiani
È presente una comunità di italiani autoctoni che rappresentano una minoranza residuale di quelle popolazioni italofone che abitarono per secoli la penisola dell'Istria e le coste e le isole del Quarnaro e della Dalmazia, territori che appartennero alla Repubblica di Venezia. La presenza degli italiani a Santa Domenica è drasticamente diminuita in seguito all'esodo giuliano dalmata, che avvenne dopo la seconda guerra mondiale e che fu anche cagionato dai "massacri delle foibe".
Fino alla seconda guerra mondiale, gli italiani costituivano la maggioranza degli abitanti del paese di Santa Domenica, mentre i croati erano largamente maggioritari nelle campagne del comune. A seguito degli eventi successivi al conflitto, sopravvive solo un piccolo nucleo d'italiani che hanno dato vita alla Comunità degli Italiani di Santa Domenica.

### Lingue e dialetti
| %      | Ripartizione linguistica (gruppi principali) |
| ------ | -------------------------------------------- |
| 97,32% | madrelingua croata                           |
| 1,51%  | madrelingua italiana                         |

| %      | Ripartizione linguistica (gruppi principali) |
| ------ | -------------------------------------------- |
| 93,37% | madrelingua croata                           |
| 1,21%  | madrelingua italiana                         |